# Hallwil
Hallwil (in der lokalen Mundart Haubu, ˈhɑʊbʊ) ist eine Einwohnergemeinde im Schweizer Kanton Aargau. Sie gehört zum Bezirk Lenzburg und liegt knapp sieben Kilometer südlich des Bezirkshauptorts Lenzburg im Seetal. Von 1566 bis 1950 existierte die Ortsbezeichnung Niederhallwil, jedoch nur im amtlichen Gebrauch.

## Geographie
Das Strassendorf erstreckt sich dem westlichen Rand des Seetals entlang. Es befindet sich allerdings nicht am Hallwilersee, sondern knapp zwei Kilometer von dessen nördlichem Ende entfernt auf einer Moräne. Westlich des Dorfzentrums steigt das Gelände steil zur Hochebene von Dürrenäsch an. Der kanalisierte Aabach inmitten der Ebene des Seetals, der rund 400 Meter vom Dorf entfernt in nordwestlicher Richtung fliesst, bildet die östliche Gemeindegrenze.
Die Fläche des Gemeindegebiets beträgt 218 Hektaren, davon sind 24 Hektaren bewaldet und 46 Hektaren überbaut. Der höchste Punkt befindet sich auf 560 m ü. M. an der südöstlichen Gemeindegrenze, der tiefste auf 442 m ü. M. am Aabach. Nachbargemeinden sind Seon im Norden, Seengen im Osten, Boniswil im Süden und Dürrenäsch im Westen.

## Geschichte

Luftansicht (1953)

Die erste urkundliche Erwähnung von Allewilare erfolgte im Jahr 1167. Der Ortsname stammt vom althochdeutschen Hallinwilari und bedeutet «Hofsiedlung des Hallo». Im Mittelalter lag das Dorf im Herrschaftsbereich der Grafen von Lenzburg, ab 1173 in jenem der Grafen von Kyburg. Nachdem diese ausgestorben waren, übernahmen 1273 die Habsburger die Landesherrschaft und die Blutgerichtsbarkeit. Die niedere Gerichtsbarkeit war im Besitz der Herren von Reinach.
1415 eroberten die Eidgenossen den Aargau. Hallwil gehörte nun zum Untertanengebiet der Stadt Bern, dem so genannten Berner Aargau. Das Dorf war Teil des Gerichtsbezirks Trostburg im Amt Lenzburg. Dieser Bezirk war von 1486 bis 1616 im Besitz der Hallwyler und gelangte danach ebenfalls an Bern. 1528 führten die Berner die Reformation ein, seither gehört das Dorf zur Pfarrei Seengen. Beim Franzoseneinfall im März 1798 entmachteten die Franzosen die «Gnädigen Herren» von Bern und riefen die Helvetische Republik aus, die 1803 aufgelöst wurde. Hallwil gehört seither zum Kanton Aargau.
Im 18. und 19. Jahrhundert war neben der Landwirtschaft auch die Heimarbeit für die Seidenband- und Leinenweberei verbreitet. 1864 wurde die erste Zigarrenfabrik gegründet. Am 15. Oktober 1883 erhielt die Gemeinde einen Anschluss ans Eisenbahnnetz, als der Abschnitt Lenzburg–Beinwil am See der Seetalbahn eröffnet wurde. Der letzte Vertreter der Tabakindustrie schloss im Jahr 1971 seine Tore.

## Wappen
Die Blasonierung des Gemeindewappens lautet: «In Rot auf grünem Dreiberg grüne Palme mit gelben Früchten.» Bereits die Gemeindesiegel des 19. Jahrhunderts zeigen deutlich eine Palme. Ob und warum eine Verbindung des einstigen Bauerndorfes mit dieser exotischen Pflanze besteht, ist nicht bekannt. 1963 wurde die Farbe des Wappenschildes von Gelb zu Rot geändert.

## Kultur

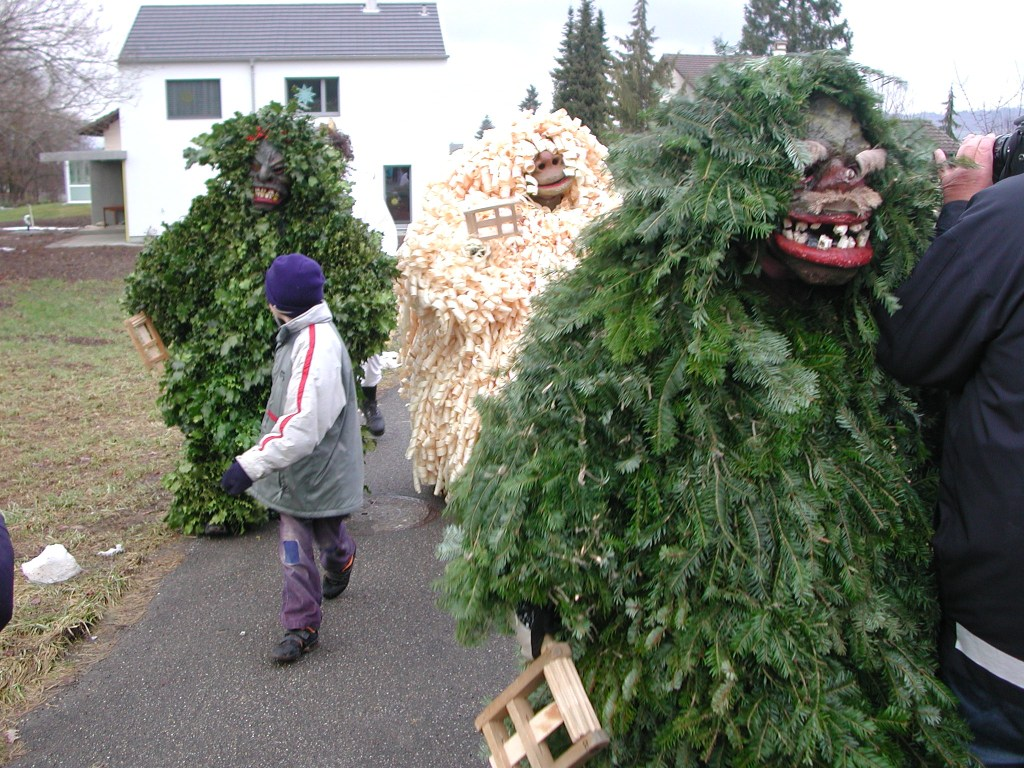
Bärzeli-Figuren

In Hallwil werden verschiedene Bräuche praktiziert, welche früher in weiteren Teilen des Kantons Aargau verbreitet waren. Die Brauchtumskommission unter der Aufsicht der Gemeinde (früher «Vereinigung zur Erhaltung alter Volksbräuche») sorgt für die Erhaltung dieser alten Traditionen. Vom 11. November (Martinstag) bis am 2. Januar werden in kurzer Zeit fünf Seetaler Winterbräuche zelebriert: Es sind dies Chlauschlöpfen, Chlausjagen, Wienachts-Chindli, Silväschtertrösche und Bärzeli. Insbesondere der Bärzeli-Brauch am Berchtoldstag ist weit über die Region hinaus bekannt.

## Bevölkerung
Die Einwohnerzahlen entwickelten sich wie folgt:
| Jahr      | 1798 | 1850 | 1900 | 1930 | 1950 | 1960 | 1970 | 1980 | 1990 | 2000 | 2010 | 2020 |
| Einwohner | 396  | 428  | 387  | 443  | 508  | 544  | 577  | 516  | 647  | 721  | 773  | 949  |

Am 31. Dezember 2023 lebten 1021 Menschen in Hallwil, der Ausländeranteil betrug 21,8 %. Bei der Volkszählung 2015 bezeichneten sich 38,1 % als reformiert und 20,6 % als römisch-katholisch; 41,3 % waren konfessionslos oder gehörten anderen Glaubensrichtungen an. 89,5 % gaben bei der Volkszählung 2000 Deutsch als ihre Hauptsprache an, 3,5 % Albanisch und 3,2 % Italienisch.

## Politik und Recht
Die Versammlung der Stimmberechtigten, die Gemeindeversammlung, übt die Legislativgewalt aus. Ausführende Behörde ist der fünfköpfige Gemeinderat. Er wird im Majorzverfahren vom Volk gewählt, seine Amtsdauer beträgt vier Jahre. Der Gemeinderat führt und repräsentiert die Gemeinde. Dazu vollzieht er die Beschlüsse der Gemeindeversammlung und die Aufgaben, die ihm vom Kanton zugeteilt wurden. Für Rechtsstreitigkeiten ist in erster Instanz das Bezirksgericht Lenzburg zuständig. Hallwil gehört zum Friedensrichterkreis XII (Seon).

## Wirtschaft
In Hallwil gibt es gemäss der im Jahr 2015 erhobenen Statistik der Unternehmensstruktur (STATENT) rund 240 Arbeitsplätze, davon 6 % in der Landwirtschaft, 42 % in der Industrie und 52 % im Dienstleistungsbereich. Vorherrschend sind Kleinunternehmen des Dienstleistungssektors und des Apparatebaus. Die meisten Erwerbstätigen sind Wegpendler und arbeiten in der näheren Umgebung (hauptsächlich in Seon und Lenzburg).

## Verkehr

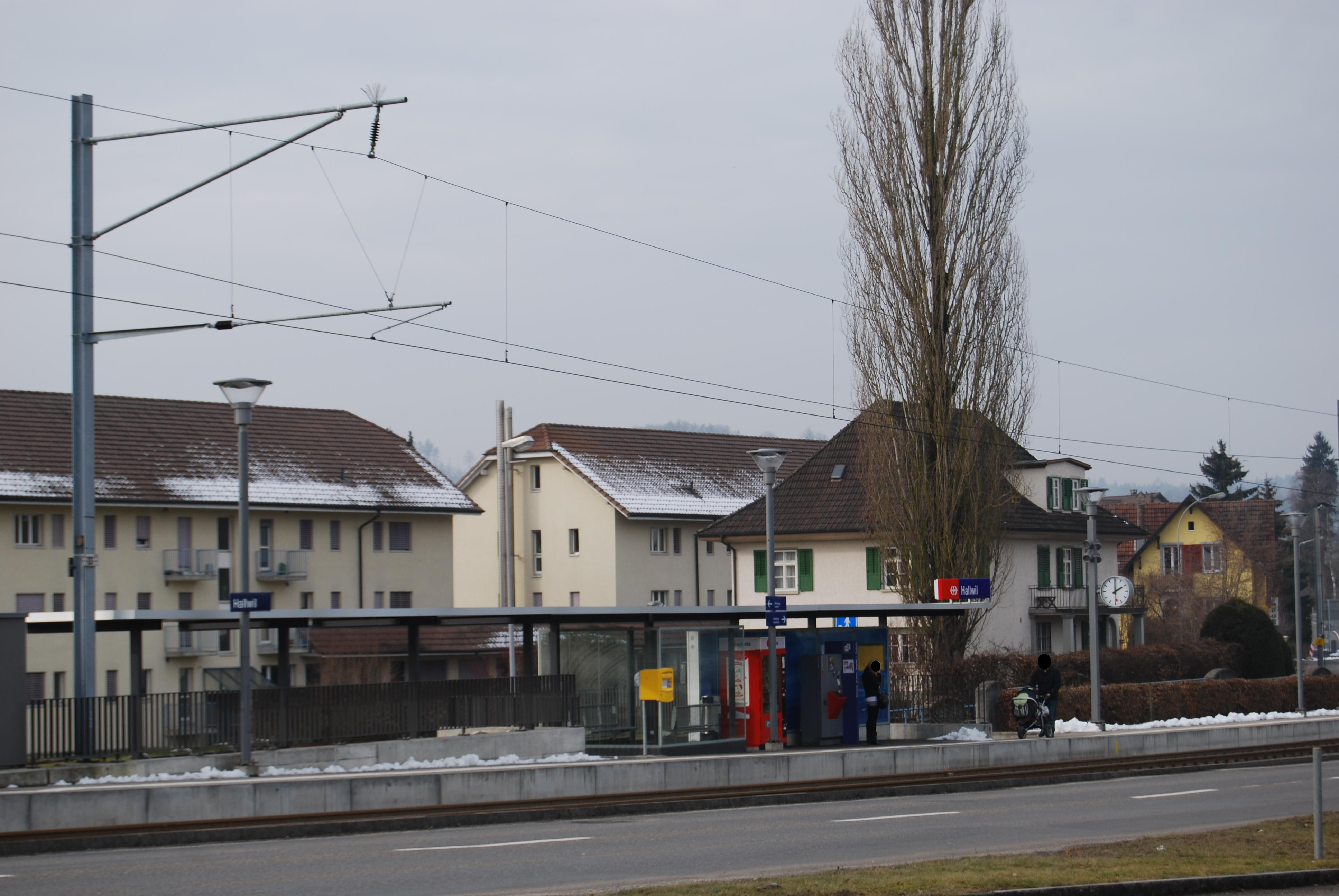
Haltestelle der Seetalbahn

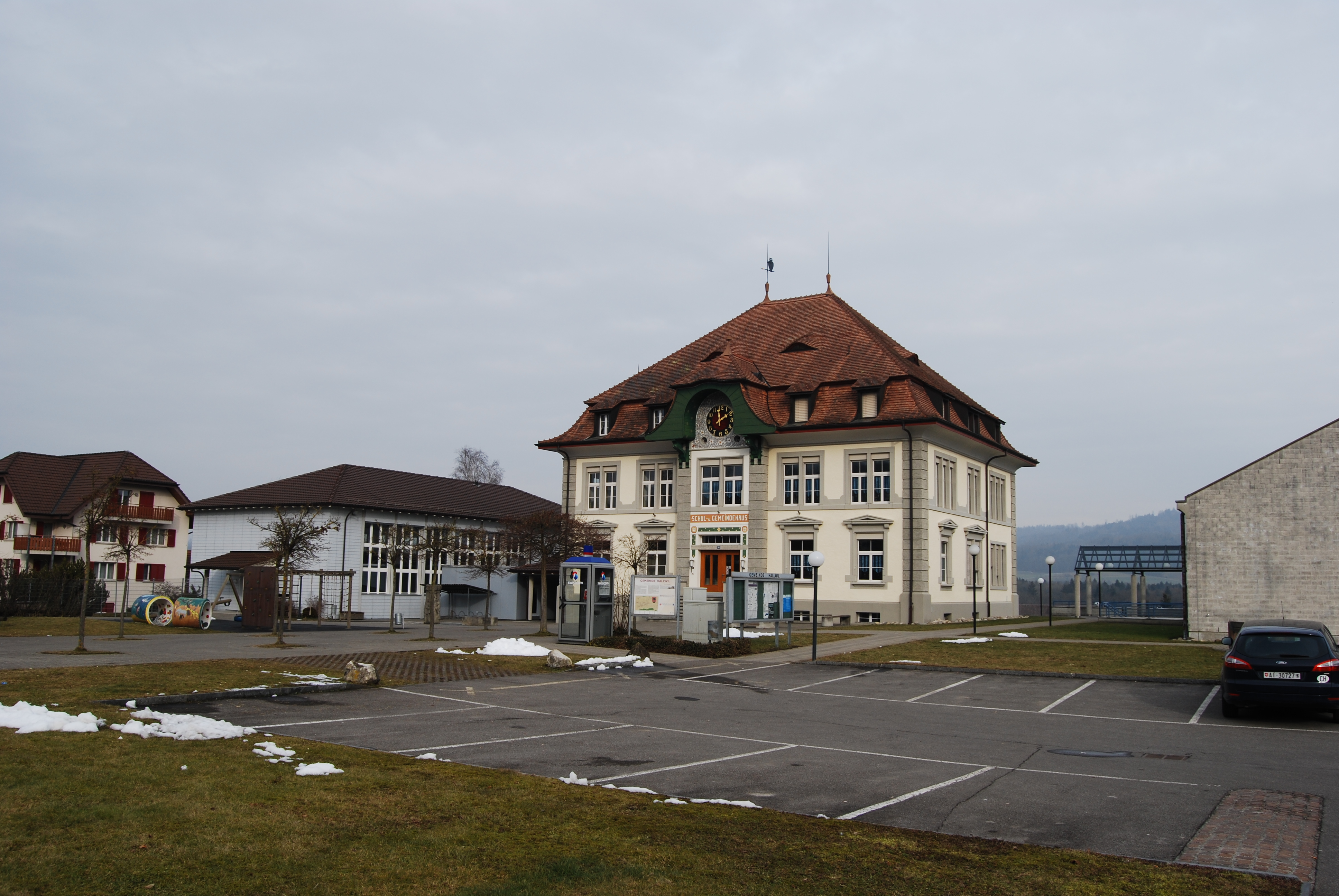
Schul- und Gemeindehaus

Durch das Dorf verläuft die Hauptstrasse 26 von Lenzburg über Hochdorf nach Luzern. Die Kantonsstrasse 250 führt über Dürrenäsch ins Wynental. Hallwil besitzt eine Haltestelle an der Seetalbahn der SBB.

## Bildung
Die Gemeinde verfügt über einen Kindergarten und ein Schulhaus, in dem die Primarschule bis zur vierten Klasse unterrichtet wird. Die fünfte und sechste Klasse der Primarschule sowie sämtliche Oberstufen (Realschule, Sekundarschule, Bezirksschule) können in Seengen besucht werden. Die nächstgelegenen Gymnasien sind die Alte Kantonsschule und die Neue Kantonsschule, beide in Aarau.

## Persönlichkeiten
- Andreas Aeschbach (* 1970), Radrennfahrer
- Rudolf Urech (1815–1872), National- und Regierungsrat